# Heterusia trebonia
Heterusia trebonia är en fjärilsart som beskrevs av Druce 1907. Heterusia trebonia ingår i släktet Heterusia och familjen mätare. Inga underarter finns listade i Catalogue of Life.